# Estadio Olímpico (Caracas)
Pour les articles homonymes, voir Estadio Olímpico.
L'Estadio Olímpico de la Universidad Central de Venezuela (appelé plus simplement Estadio Olimpico) est un stade multifonction situé dans la Ciudad Universitaria de Caracas au Venezuela (la Cité universitaire de Caracas, classée au patrimoine mondial de l'UNESCO).

## Histoire
Construit en 1950, le stade a été inauguré peu avant les jeux bolivariens de 1951. 
Sa capacité de 27 000 places a été portée à 38 000 places en vue de la Copa América 2007. À cette occasion, l'Estadio Olímpico a accueilli le match pour la troisième place entre l'Uruguay et le Mexique.

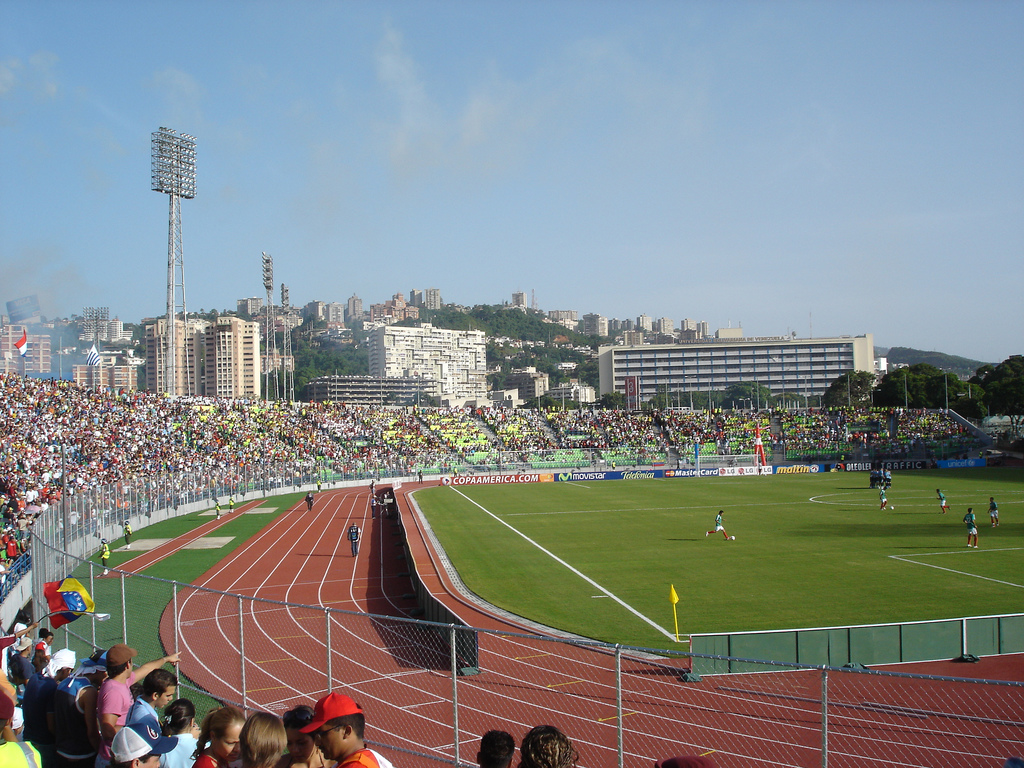
Match pour la 3e place de la Copa America.